# 259 (число)
259 ('двісті п'ятдесят дев'ять) — натуральне число між 258 і 260.

## В математиці
259:
- напівпросте число
- 63 + 62 + 6 + 1, отже 259 є репдіджитом в шістковій системі числення (11116)
- щасливе число[1]

## В датах (календарі)
- 259 рік; 259 рік до н. е.